# Дивный сад
«Дивный сад» — советская кинокомедия (в прокате фильм также фигурировал под названием «Удивительный сад»), снятая в 1935 году.

## Сюжет
Десятилетний мальчик Лёня выступает на импровизированном концерте с любительским оркестром юных музыкантов, в котором является первой и единственной скрипкой. На концерте Лёню замечает профессор и предлагает ему место в своей музыкальной школе. Мальчик начинает серьёзно заниматься музыкой.
Через год многие ученики достигли высоких результатов благодаря профессору. Ребята  не только учились, профессор организовывал их досуг: развлечения и игры. Так «выращивали цветы в дивном саду». Однажды, забирая свои «самовары» (так назывались в фильме неблагородные инструменты) у скрипичного мастера после реставрации, артисты цирка слышат игру Лёни и предлагают ему пойти работать к ним в цирк, пообещав мальчику быстрый успех у публики и хороший заработок. Леня соглашается, но допускает ошибку: он не согласовал этот шаг с профессором. Тот, вернувшись после летнего отдыха, видит фотографию мальчика на цирковом параде и шокирован этим.
Профессор приходит на одну из репетиций мальчика в цирке и пытается объяснить ему, что тот поступает неправильно и Лёне нужно вернуться к систематическим занятиям в школе. Мать Лёни не разрешает мальчику продолжить занятия с профессором. Леня продолжает выступать в цирке. Пионервожатая и друзья Лёни забирают его из цирка и заставляют вернуться к музыкальным занятиям.
Через некоторое время профессор со своими лучшими учениками отправляется для концертных выступлений в столицу. Лёня едет среди них. Отец мальчика, находящийся в это время в Арктике, слушает блестящее выступление сына по радио. Старания профессора и Лёни не прошли даром, на концерте мальчик поражает всех слушателей своей игрой!

## В ролях
- Шура Корнет — Лёня
- И. И. Беневельский — Профессор
- Софья Яковлева — Мать Лёни
- Серёжа Лапоногов — Юра
- Г. Байдик — Пионервожатая
- Николай Захарьевич Надемский — Отец Лёни
- Лазарь Воловик — Клоун Чарли Чаплин
- Григорий Степанович Долгов — Эксцентрик в цирке
- Габриэль Самойлович Нелидов-Френкель — Эксцентрик в цирке

## Съёмочная группа
- Режиссёр: Лазарь Френкель, помощник режиссёра — Виталий Кучвальский[1]
- Сценарист: Моисей Зац[1]
- Оператор: Федотов А.
- Художник: Алексей Бобровников[1]

## Критики о фильме
Кинокритика 30-х годов бурно обсуждала фильм, высказывались резко негативные суждения по отношению к нему. В газете «Кино», однако, была напечатана достаточно объективная статья о фильме «Дивный сад», написанная кинокритиком М. Степановым. Критик отметил, что режиссеры правильно поняли свою задачу и грамотно обыграли её. Фильм, по его мнению, показал безграничные возможности человека, живущего в СССР, в данном случае — талантливого ребёнка-музыканта. Критик похвалил профессиональный монтаж фильма, правильно выбранную композицию кадра. Однако, он невысоко оценил умение режиссёра ставить технику речи актеров: «Так называемое чувство аппарата очень сильно у актёров». 
Кинокритик посчитал игру взрослых актеров неубедительной. Особенно не понравился кинокритику профессор, которого он назвал слишком «шаблонным». Дети же показались ему живыми и естественными. Несмотря на многие недостатки, этот фильм, по его мнению, можно отнести к кинематографическим достижениям:

«Мы получили картину, где правильно ставится вопрос о советском „вундеркинде“, которая будет смотреться с интересом и вниманием. Дано яркое изображение школы талантливых детей и создан интересный образ советского ребёнка»— М. Степанов. Удивительныйй сад
В многотомной «Истории советского кино» фильм «Дивный сад» подвергнут детальному анализу. С точки зрения коллектива её авторов, Л. Френкель в своём фильме пытался показать связь между жизнью детей и событиями, происходящими на тот момент в стране. Они в частности акцентируют внимание читателей на том, что дети выступают не на обычном вечере самодеятельности, а на концерте, посвящённом отправлению зимовщиков в Арктику. 